# Macrocneme cupreipennis
Macrocneme cupreipennis är en fjärilsart som beskrevs av Walker 1856. Macrocneme cupreipennis ingår i släktet Macrocneme och familjen björnspinnare. Inga underarter finns listade i Catalogue of Life.